# Gilberto Pichetto Fratin
Gilberto Pichetto Fratin (Veglio, 4 de enero de 1954) es un político italiano, miembro de Forza Italia. Desde el 22 de octubre de 2022 es el ministro de Medio Ambiente y Seguridad Energética en el gobierno Meloni.
Miembro de la Cámara de Diputados desde el 12 de octubre de 2022, miembro de larga trayectoria de Forza Italia, donde fue coordinador regional en el Piamonte desde el 4 de enero de 2014 hasta el 18 de octubre de 2018. Ha sido durante mucho tiempo consejero regional en el Piamonte (1995-2008; 2014-2018), vicepresidente de la región de Piamonte del 3 de abril de 2013 al 9 de junio de 2014, y senador de la República en las legislaturas XVI y XVII.

## Biografía
Nació el 4 de enero de 1954 en Veglio, un pequeño pueblo de la provincia de Biella. Asistió a la Universidad de Turín, donde obtuvo la licenciatura en economía y comercio en 1978.